# Rajd Elmot 1989
Rajd Elmot 1989 – 17. edycja Rajdu Elmot. Był to rajd samochodowy rozgrywany od 14 do 16 kwietnia 1989 roku. Była to druga runda Rajdowych Samochodowych Mistrzostw Polski w roku 1989. Rajd składał się z dwudziestu odcinków specjalnych. Rajd rozgrywany był na nawierzchni asfaltowej. Zwycięzcą został Andrzej Koper. .

## Wyniki końcowe rajdu[1][2]
| Miejsce | Kierowca           | Pilot              | Samochód                   | Czas    | Strata | Grupa Klasa |
| ------- | ------------------ | ------------------ | -------------------------- | ------- | ------ | ----------- |
| 1       | Andrzej Koper      | Krzysztof Gęborys  | Renault 11 Turbo           | 1:39:16 | -      | A-13        |
| 2       | Lesław Orski       | Tomasz Chmiel      | Volkswagen Golf II GTi 16V | 1:40:17 | +1:01  | A-13        |
| 3       | Marian Bublewicz   | Ryszard Żyszkowski | Mazda 323 4WD              | 1:40:49 | +1:33  | A-13        |
| 4       | Mirosław Krachulec | Marek Kusiak       | Mazda 323 4WD              | 1:43:27 | +4:11  | A-13        |
| 5       | Bogdan Herink      | Barbara Stępkowska | Renault 11 Turbo           | 1:43:27 | +4:11  | A-13        |
| 6       | Mariusz Kostrzak   | Marcin Augustyn    | Lancia Delta Integrale     | 1:45:48 | +6:32  | N-04        |
| 7       | Wiesław Stec       | Jerzy Bigos        | Opel Manta 2.0 E           | 1:47:02 | +7:46  | A-13        |
| 8       | Paweł Przybylski   | Maciej Wisławski   | FSO Polonez 1500 Turbo     | 1:48:45 | +9:29  | B           |
| 9       | Piotr Kozłowiecki  | Marek Skrobot      | Suzuki Swift GTi           | 1:50:04 | +10:48 | A-12        |
| 10      | Andrzej Buziuk     | Witold Michalski   | Suzuki Swift GTi           | 1:50:06 | +10:50 | N-04        |